# Левин, Максим Григорьевич
Макси́м Григо́рьевич Ле́вин (16 октября (29 октября) 1904 года, Слоним — 18 апреля 1963 года, Москва) — советский антрополог, этнограф и археолог, специалист в области этнической антропологии народов Сибири, Дальнего Востока и Японии. Доктор исторических наук, профессор.

## Биография
Родился в Белоруссии в еврейской семье. В 1921 году поступил на естественное отделение физико-математического факультета МГУ, который окончил в 1925 году на кафедре антропологии. Ученик Б. С. Жукова
С 1933 года — учёный секретарь Института антропологии МГУ.
В 1938 году он перешёл на должность доцента на кафедру антропологии биологического факультета МГУ. На кафедре им читались курсы по анатомии человека, анатомии центральной нервной системы и этнографии.
В 1943—1963 годы — заместитель директора Института этнографии АН СССР. Редактор журнала «Советская этнография».
Полевые исследования вёл в Туве (1926, 1952), Северном Прибайкалье (1927), на Алтае (1929), на побережье Охотского моря (1930—1931), на Амуре и Сахалине (1947), на Чукотке (1957—1961). Автор множества научных работ.
Совместно с Николаем Чебоксаровым (1955) выработал важное для этнологии понятие «хозяйственно-культурный тип».
Отец академика Григория Бонгард-Левина.
Награждён орденом «Знак Почёта».
Похоронен на Донском кладбище.

## Основные публикации
- Эвенки Северного Прибайкалья // Советская этнография. 1936. № 2. С. 71–78.
- Полевые исследования Института этнографии в 1945 г. // Советская этнография. 1946. №1. С. 235–238.
- Типы оленеводства и их происхождение // Советская этнография. 1951. №1. С. 63–87 (в соавт. с Василевичем Г. М.).
- Основы антропологии: учебник для гос. ун-тов: К 200-летию Моск. гос. ун-та. 1755-1955. М.: Изд-во Мос. ун-та, 1955 (в соавт. с Рогинским Я. Я.).
- Работы на Чукотке в 1957 г. // Тезисы докладов на сессии Ученого совета Института этнографии им. Н. Н. Миклухо-Маклая, посвященной итогам экспедиционных исследований 1957 г. М., 1958. С. 15–16.
- Этническая антропология и проблема этногенеза народов Дальнего Востока. М.: Изд-во АН СССР, 1958.
- Очерки по истории антропологии в России. М.: Изд-во Акад. наук СССР, 1960.
- Этническая антропология Японии. М.: Наука, Главная редакция восточной литературы, 1971[4].